# Aleksei Kolțov
Aleksei Vasilievici Kolțov (n. 15 octombrie 1809 - d. 19 octombrie 1842) a fost un poet rus.
Poezia sa câmpenească este apropiată de ritmul folcloric și evocă anotimpurile și munca țăranilor, obiceiurile tradiționale patriarhale, natura.

## Scrieri
- 1831: Cântecele plugarului ("Pesnia paharia")
- 1837: Meditațiile unui sătean ("Razdumie selianina").

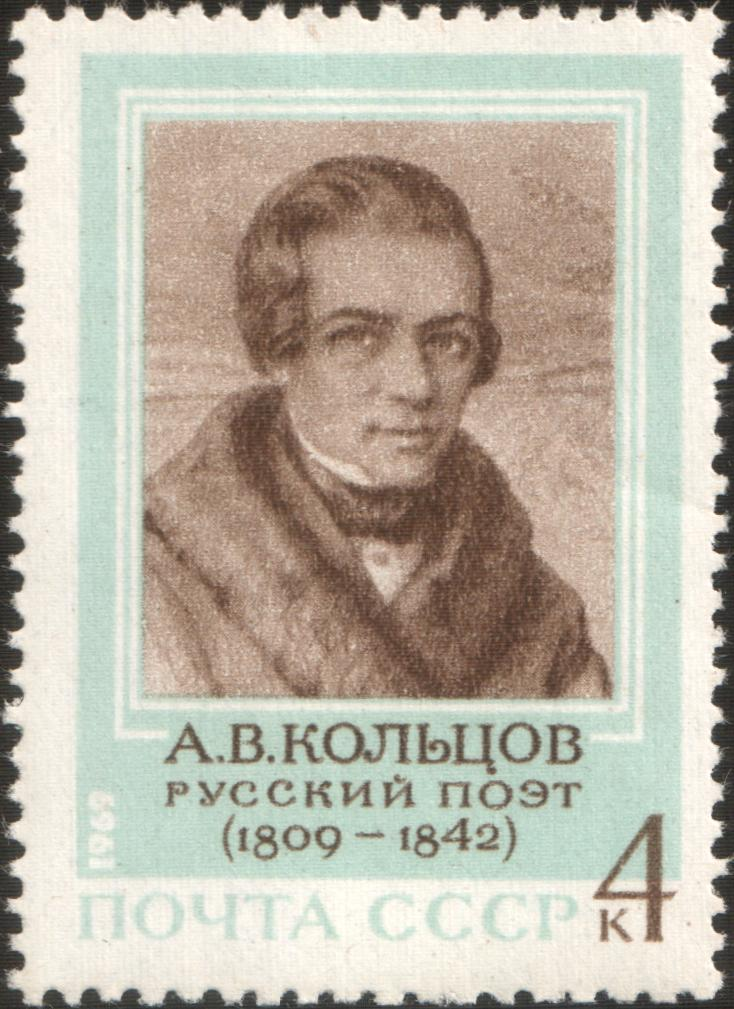
Timbru poștal sovietic emis în 1969 și care îl reprezintă pe Aleksei Kolțov